# Insula Margarita
Insula Margarita (în spaniolă Isla Margarita) este o insulă cu suprafața de 1.076 km² din Marea Caraibelor, arhipelagul Antilele Mici, ce aparține de statul federal Nueva Esparta, Venezuela. Capitala statului federal, orașul La Asunción, se află chiar pe această insulă. Alte orașe mai importante de pe insulă sunt: Porlamar (cel mai mare de pe insulă, cu aproximativ 85000 de locuitori), Los Robles, Pampatar și Juan-Griego.
Din cele șapte fortărețe construite pe insulă, în perioada colonială, s-au mai păstrat doar două: Castillo de San Carlos de Borromeo și Castillo de Santa Rosa.
1. ↑   https://web.archive.org/web/20130618004738/http://www.ine.gob.ve/redatam/index.html Lipsește sau este vid: |title= (ajutor)